# Proportionalitetstecken
Proportionalitetstecken används inom matematiken för att ange proportionalitet. Två tecken kan användas som proportionalitetstecken: ∼ (alternativt ~) och ∝.
Då Unicode-namnet för ∼ är Tilde operator torde det vara detta tecken som ska föredras som proportionalitetstecken framför tecknet ~ (vars Unicode-namn endast är Tilde).
I regel är ∝ större än vad som visas i Arial Unicode MS (jämför ∝ från Arial Unicode MS med µ från teckensnittet Symbol.
∝ bör inte ersättas eller förväxlas med den gemena grekiska bokstaven alfa (α).

## Generera proportionalitetstecken

### Tecknet∼

#### Unicode
Unicode-koden för ∼ är U+223C (Tilde operator).

#### HTML
HTML-koden för ∼ är &#x223C; alternativt &#8764;.

#### LaTeX
LaTeX-koden för {\displaystyle \sim } är \sim.

### Tecknet ~

#### Unicode
Unicode-koden för ~ är U+007E (Tilde).

#### HTML
HTML-koden för ~ är &#x007E; eller &#126;.

### Tecknet∝

#### Unicode
Unicode-koden för ∝ är U+221D (Proportional to).

#### HTML
HTML-koden för ∝ är &#x221D; eller &#8733;.

#### LaTeX
LaTeX-koden för {\displaystyle \propto } är \propto.